# Zullwil
Zullwil ist eine politische Gemeinde im Bezirk Thierstein des Kantons Solothurn im Nordwesten der Schweiz.

## Geographie

Luftbild (1953)

Zullwil liegt auf 592 m ü. M., 9 km ostsüdöstlich der Stadt Laufen (Luftlinie). Das ehemalige Strassenzeilendorf erstreckt sich in einer Längsmulde des nördlichen Solothurner Faltenjuras, im Quellgebiet des zur Birs abfliessenden Ibachs, im Schwarzbubenland.
Die Fläche des 3,6 km² grossen Gemeindegebiets umfasst einen stark reliefierten Abschnitt des nördlichen Juras mit grosser landschaftlicher Vielfalt. Den zentralen Gemeindeteil bildet die sich in West-Ost-Richtung ausdehnende Längsmulde, die im Bereich des Dorfes eine Breite von etwas mehr als einem Kilometer aufweist, jedoch durch den niederen Rücken des Hollen zweigeteilt wird. Nach Süden erstreckt sich der Gemeindeboden in das Quellgebiet des Ibachs mit den schroffen Kalkgipfeln von Portiflue (876 m ü. M.), Geissflue (849 m ü. M.) und Regenberg (871 m ü. M.). Die südöstliche Grenze bildet der Zinglenberg, ein nach Norden auslaufender Kamm des Hirnichopfs und mit 987 m ü. M. die höchste Erhebung von Zullwil.
Im Norden wird die Talmulde von der Waldhöhe des Chilchbergs (761 m ü. M.) begrenzt. In einem schmalen Zipfel reicht der Gemeindebann nach Nordwesten bis zum Eichlenberg. Die westliche Abgrenzung bildet hier der Mittellauf des Ibachs. Von der Gemeindefläche entfielen 2014 10 % auf Siedlungen, 47 % auf Wald und Gehölze, 42 % auf Landwirtschaft und etwas weniger als 1 % auf unproduktives Land.
Zu Zullwil gehören der Weiler Oberkirch (641 m ü. M.) auf dem Sattel zwischen Zullwil und Nunningen sowie verschiedene Einzelhöfe. Nachbargemeinden von Zullwil sind Nunningen, Meltingen und Fehren.

## Bevölkerung
Mit 675 Einwohnern (Stand 31. Dezember 2023) gehört Zullwil zu den kleineren Gemeinden des Kantons Solothurn. Von den Bewohnern sind 94,1 % deutschsprachig, 2,5 % albanischsprachig und 0,7 % sprechen Französisch (Stand 2000). Die Bevölkerungszahl von Zullwil belief sich 1850 auf 334 Einwohner, 1900 auf 315 Einwohner. Im Verlauf des 20. Jahrhunderts stieg die Bevölkerungszahl bis 1970 kontinuierlich auf 604 Personen an. Seither wurden nur noch geringe Bevölkerungsschwankungen verzeichnet.

## Wirtschaft
Zullwil war bis in die zweite Hälfte des 20. Jahrhunderts ein vorwiegend durch die Landwirtschaft geprägtes Dorf. Noch heute haben die Milchwirtschaft und Viehzucht sowie der Obstbau (überwiegend Kirschbäume) einen gewissen Stellenwert in der Erwerbsstruktur der Bevölkerung. Weitere Arbeitsplätze sind im lokalen Kleingewerbe und im Dienstleistungssektor vorhanden. Eine wichtige Arbeitgeberin ist die Firma Gurit (Zullwil) AG, die im Bereich der Produktion von Hightech-Faserverbundsystemen tätig ist. Auf der Grenze von Zullwil und Meltingen steht die Kreisschule March. In den letzten Jahrzehnten hat sich das Dorf zu einer Wohngemeinde entwickelt. Viele Erwerbstätige sind deshalb Wegpendler, die hauptsächlich in der Region Laufen-Breitenbach und in der Agglomeration Basel arbeiten.

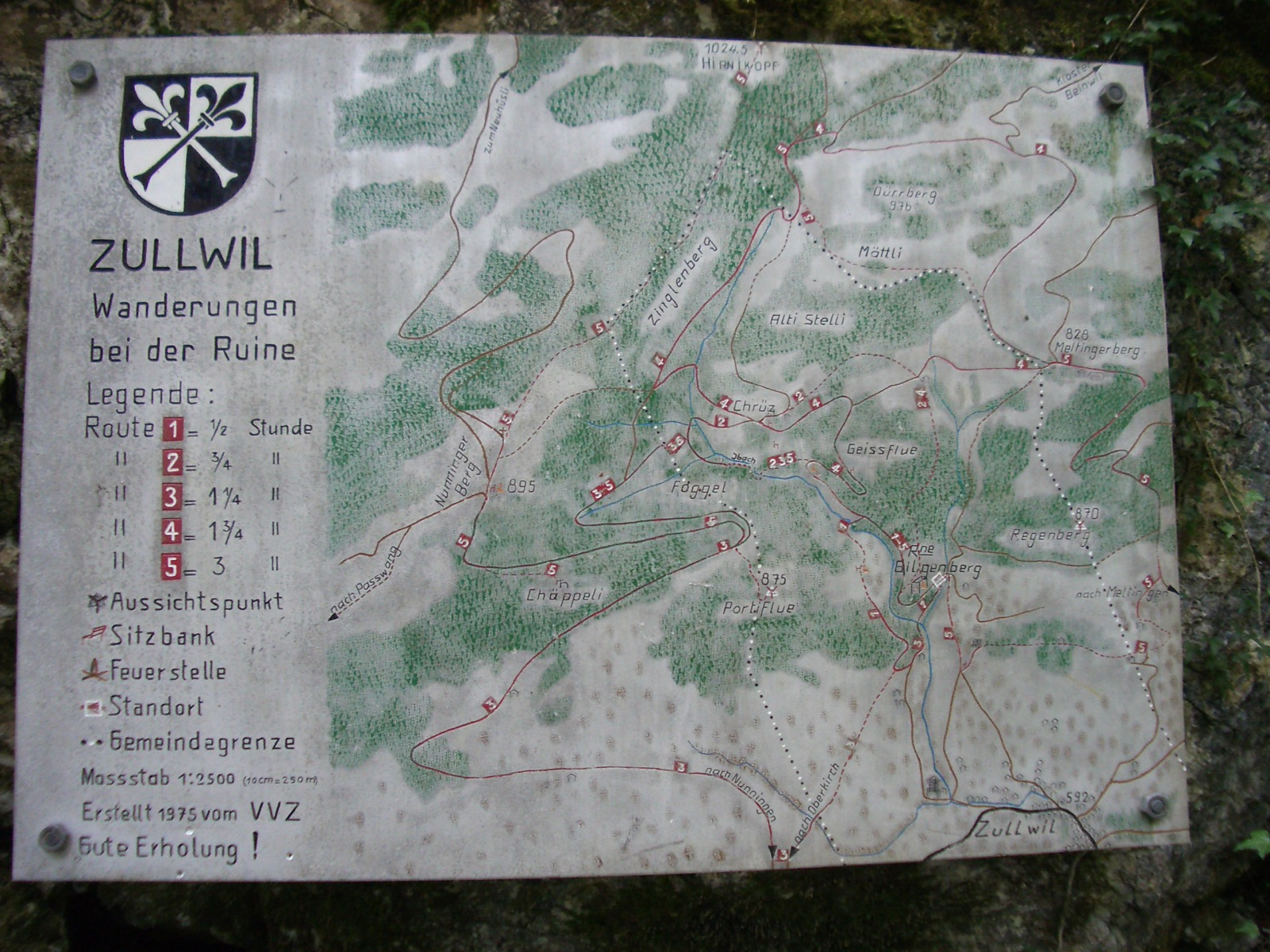
Wanderwege um die Burgruine Gilgenberg

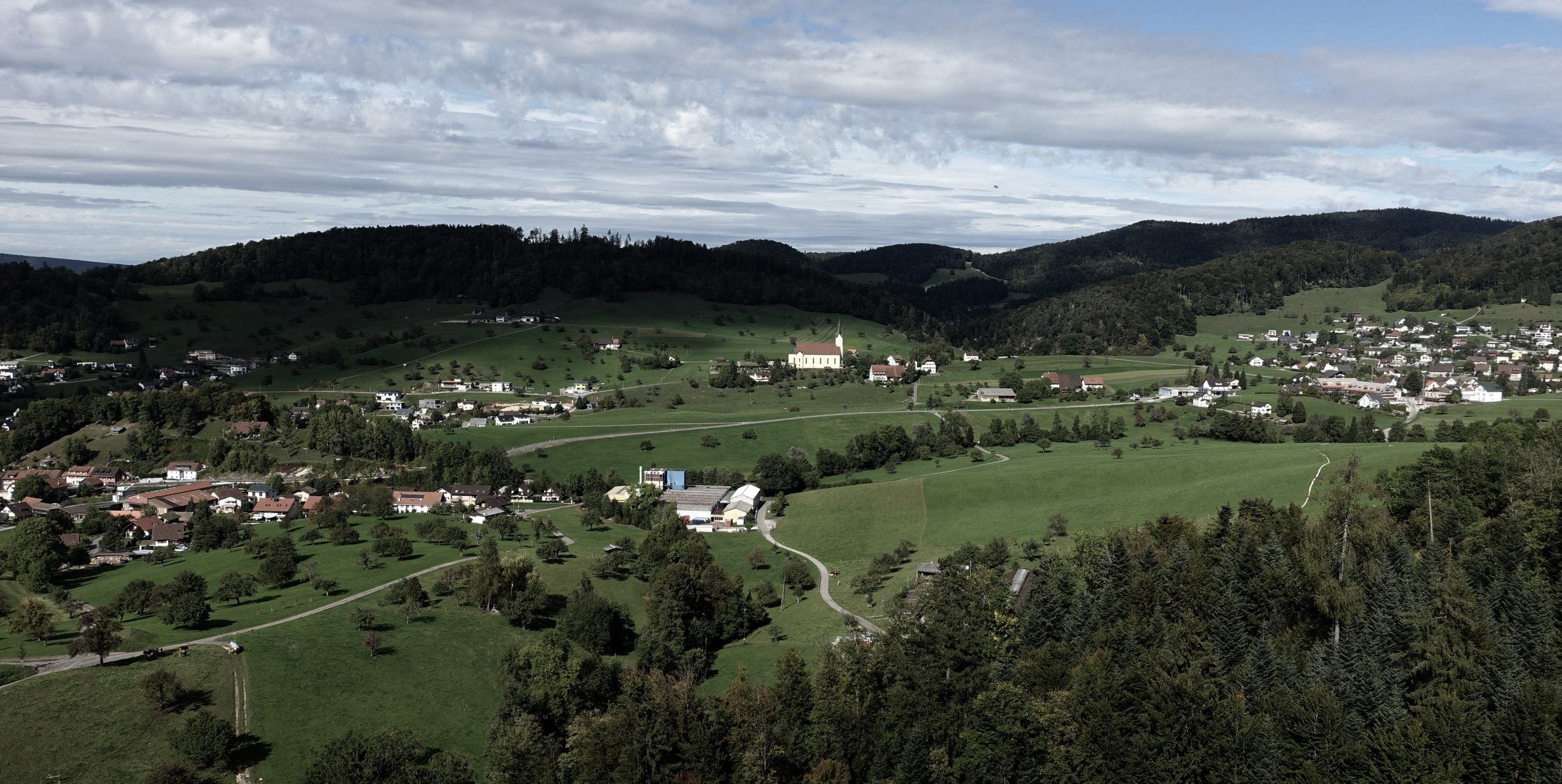
Blick von der Ruine Gilgenberg nach Zullwil, Pfarrkirche Oberwil und Nunningen

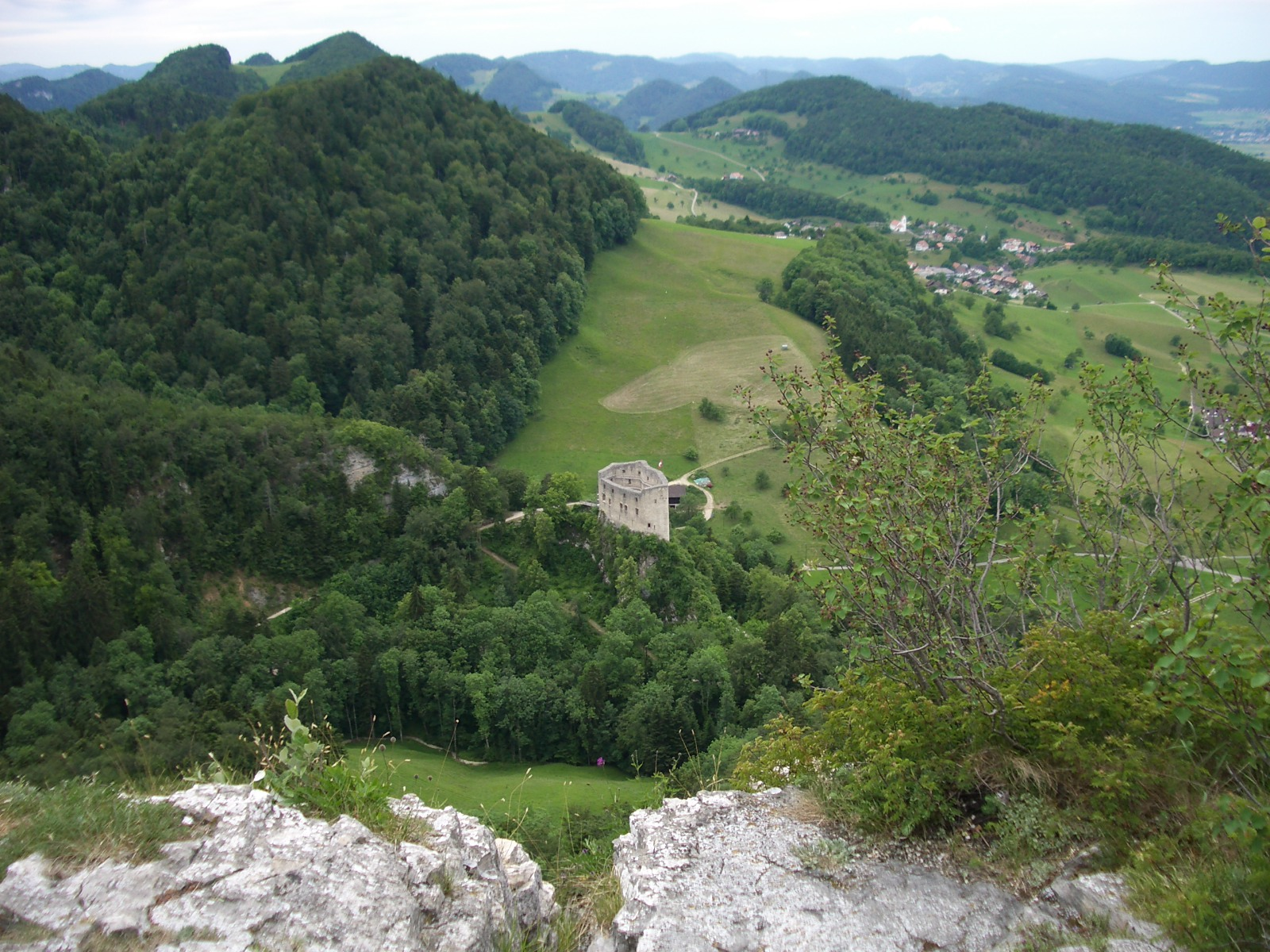
Burgruine Gilgenberg von der Portiflue

## Verkehr
Die Gemeinde liegt an der Verbindungsstrasse von Laufen via Breitenbach nach Nunningen. Durch einen Postautokurs, welcher die Strecke von Laufen nach Nunningen bedient, ist Zullwil an das Netz des öffentlichen Verkehrs angebunden.

## Geschichte
Verschiedene Funde deuten darauf hin, dass auf der Portiflue bereits während der Bronzezeit und der Römerzeit eine Höhensiedlung bestanden haben muss. Die erste urkundliche Erwähnung des Ortes erfolgte 1152 unter dem Namen Zolwilre. Später erschienen die Bezeichnungen Zulwilr (1386) und Zullwil (1453). Der Ortsname geht auf den althochdeutschen Personennamen Zullo oder Zollo zurück und bedeutet somit Hofsiedlung des Zullo/Zollo.
Seit dem Mittelalter war Zullwil Teil der Herrschaft Gilgenberg unter den Freiherren von Ramstein. Diese Herrschaft wurde 1527 vom Schlossherrn Hans Imer für 5900 Gulden an die Stadt Solothurn verkauft, welche das Gebiet in eine Vogtei umwandelte. Danach herrschten bis zur Französischen Revolution solothurnische Vögte auf der Burg Gilgenberg, die 1798 von den Bauern niedergebrannt wurde. Nach dem Zusammenbruch des Ancien Régime (1798) gehörte Zullwil während der Helvetik zum Distrikt Dornach und ab 1803 zum Bezirk Thierstein.

## Sehenswürdigkeiten
Die katholische Pfarrkirche und das frühbarocke Pfarrhaus im Weiler Oberkirch bilden eine eindrucksvolle Einheit. Ein besonderer Blickfang ist die Burgruine Gilgenberg, die sich auf einem Sporn zwischen zwei Quellbächen des Ibachs erhebt und aus dem frühen 14. Jahrhundert stammt. Hier veranstaltet der Kulturclub Gilgen jedes Jahr während einer Woche ein Openair-Kino.

## Wappen
Blasonierung
Geviert von Schwarz und Weiss, belegt mit einem schrägrechten weissen unter schräglinkem schwarzem Lilienstab
Die beiden Lilien (im älteren Schweizerdeutsch Gilgen) gehen auf das Wappen der Freiherren von Ramstein, die Erbauer der Burg Gilgenberg, zurück (vgl. auch mit den Wappen von Bretzwil, Brislach, Nunningen und Zwingen).